# Văn tế nghĩa sĩ Cần Giuộc
Văn tế nghĩa sĩ Cần Giuộc là một bài văn tế do Nguyễn Đình Chiểu sáng tác để ngợi ca, thương tiếc và kính phục những nghĩa quân đã anh dũng đứng lên chống thực dân Pháp tại Cần Giuộc vào năm 1861.

## Xuất xứ
Năm 1858, thực dân Pháp nổ súng vào Đà Nẵng, Việt Nam. Sau khi chiếm được thành Gia Định vào đầu năm 1859, quân Pháp bắt đầu một quá trình mở rộng tấn công ra các vùng lân cận như Tân An, Cần Giuộc, Gò Công v.v...
Đêm rằm tháng 11 năm Tân Dậu (ngày 16 tháng 12 năm 1861), những nghĩa sĩ mà trước đây vốn là nông dân, vì quá căm phẫn kẻ ngoại xâm, đã quả cảm tập kích đồn Pháp ở Cần Giuộc, tiêu diệt được một số quân của đối phương và viên tri huyện người Việt đang làm cộng sự cho Pháp. 
Khoảng 20 nghĩa sĩ bỏ mình. Những tấm gương đó đã gây nên niềm xúc động lớn trong nhân dân.
Theo yêu cầu của Tuần phủ Gia Định là Đỗ Quang, Nguyễn Đình Chiểu làm bài Văn tế nghĩa sĩ Cần Giuộc, để đọc tại buổi truy điệu các nghĩa sĩ đã hi sinh trong trận đánh này.

## Nghệ thuật trung tâm
Bài văn tế này bằng chữ Nôm, gồm 30 liên, tức 60 vế đối biền ngẫu, làm theo thể phú luật Đường luật, có vần, có đối. Toàn bài mang tính chất trầm hùng, bi thiết, có sức cổ vũ lớn. Cái đặc sắc, kỳ thú ở bài văn là dùng nhiều ngôn ngữ và chi tiết bình thường, quen thuộc trong đời sống hàng ngày mà dựng lên được hình ảnh rất sống của thế hệ những người chống Pháp tiêu biểu buổi ấy...
Nói cách khác, bài văn là một thành tựu xuất sắc về nghệ thuật xây dựng hình tượng nhân vật, kết hợp nhuần nhuyễn chất trữ tình và tính hiện thực. Ngôn ngữ thì bình dị, mộc mạc, giàu lời ăn tiếng nói thân thuộc của nhân dân, đặc biệt là bản sắc địa phương Nam Bộ.

## Nhận xét

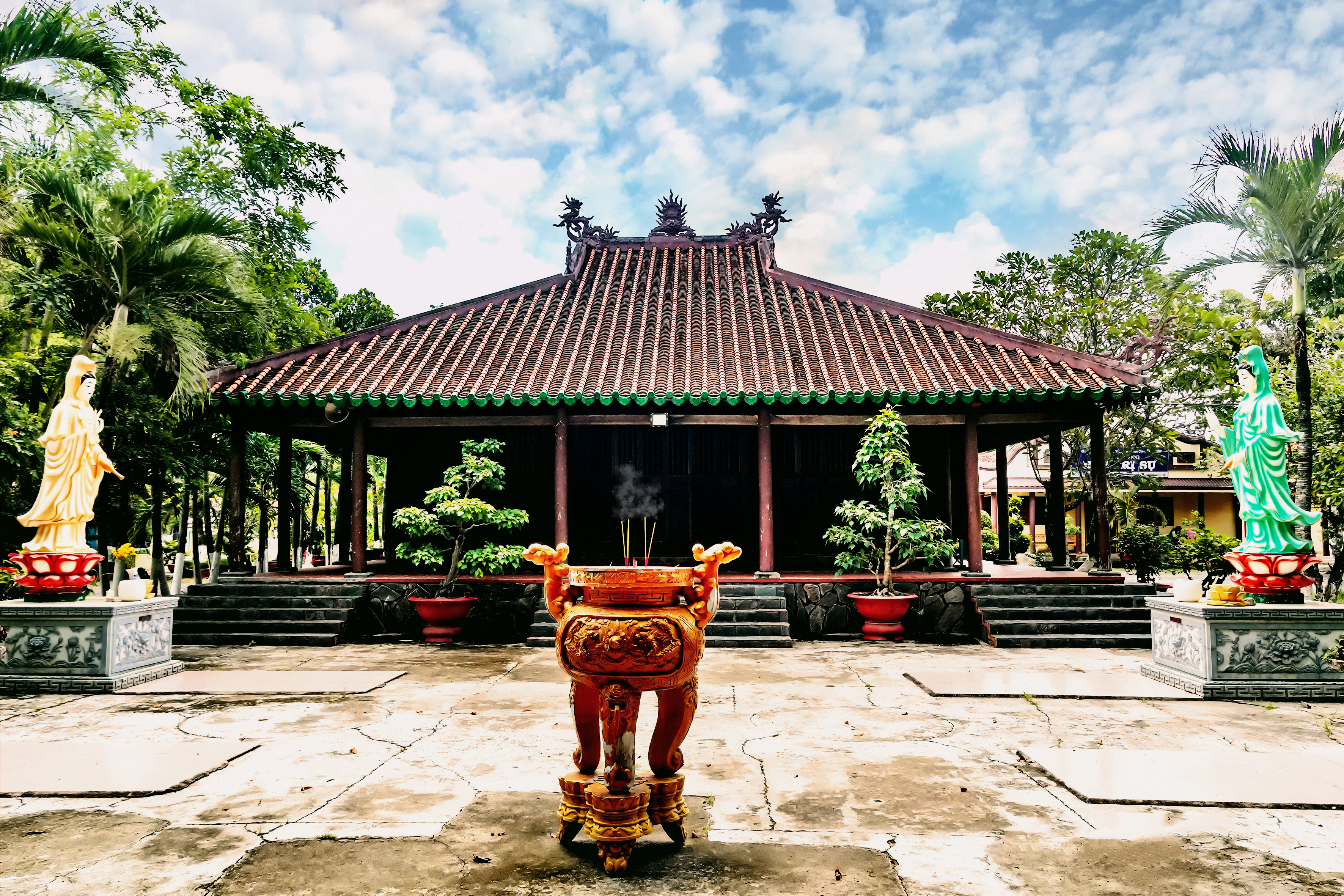
Chùa Tôn Thạnh ở Cần Giuộc. Nơi đây, Nguyễn Đình Chiểu đã viết bài Văn tế nghĩa sĩ Cần Giuộc

- Phạm Văn Đồng:

"Ngòi bút, nghĩa là tâm hồn trung nghĩa của Nguyễn Đình Chiểu đã diễn tả thật là sinh động và não nùng, cảm tình của dân tộc đối với người chiến sĩ, vốn là người nông dân, xưa kia chỉ quen cày cuốc, bỗng chốc trở thành người anh hùng cứu nước... Bài Văn tế nghĩa sĩ Cần Giuộc là khúc ca của người anh hùng thất thế, nhưng vẫn hiên ngang"...
- Lê Chí Dũng:

"Với bài văn tế này, lần đầu tiên trong văn học Việt Nam, nhân dân được ca ngợi như những người anh hùng. Đây chính là đỉnh cao nhất về nội dung và nghệ thuật trong sự nghiệp thơ văn của Nguyễn Đình Chiểu"...
Kết lại, Văn tế nghĩa sĩ Cần Giuộc là tác phẩm xúc động nhất về người anh hùng nông dân Nam Bộ. Đó là những người quanh năm nghèo khó, chưa từng cầm vũ khí, nhưng khi quân Pháp đến thì xông lên chiến đấu quên mình, biểu thị tinh thần dũng mãnh bất khuất, tiêu biểu cho ý chí độc lập, tự do của dân tộc. Bài văn không chỉ là một thiên anh hùng ca đặc sắc, mà còn là lời bộc bạch gan ruột của những người dân không chịu làm nô lệ, thề đánh quân xâm lược đến cùng, là lời trách móc thâm trầm đối với thái độ đầu hàng...
Bởi vậy, khi bài văn tế này lan truyền đến Huế, chính vua Tự Đức đã ra lệnh phổ biến trong nhiều địa phương khác. Nhà thơ Miên Thẩm Tùng Thiện Vương và Mai Am nữ sĩ đã có thơ ca ngợi, là: "thư sinh giết giặc bằng ngòi bút" (Tùng Thiện Vương), là "Quốc ngữ một thiên truyền mãi mãi" (Mai Am)...